# Pinakolil-alkohol
A pinakolil-alkohol a 3,3-dimetil-2-butanol triviális neve. Szekunder alkohol, kémiai képlete C6H14O.
A pinakolil-alkohol rajta van a Vegyifegyver-tilalmi Egyezmény 2-es listáján, mint a szomán ideggáz prekurzora.

## Külső hivatkozások
- IPCS INTOX Databank